# Iveco Tector
Tector nennt sich die neuste Motorengeneration (seit 2000) von Iveco für mittelschwere LKW mit 103 bis 220 kW (140–299 PS). Wie alle Motoren von Iveco wird er nicht nur für LKW, hier den Eurocargo, sondern auch für andere Anwendungen angeboten. In Südamerika wird der Eurocargo als Tector bezeichnet. FPT das die Tector-Reihe fortführt bezeichnet die Familie als „NEF“-Serie.

## Aufbau
- Vier oder sechs Zylinder in Reihe (3,9 und 5,9 l Hubraum)
- Common-Rail-Einspritzung
- Vier Ventile pro Zylinder
- Unten liegende Nockenwelle wird von Zahnrädern getrieben, Ventile werden über Stößel, Stoßstangen und Kipphebel betätigt (OHV)
- Turbolader mit Wastegate

## Abgas
Ursprünglich erfüllt dieser Motor die Abgasnorm Euro 3. Seit 2006 wird auch Euro 4/5 erfüllt, dazu wird SCR verwendet. Auf externe Abgasrückführung kann verzichtet werden.